# Deborah Tsai
Deborah Jiahui Tsai (* 18. Dezember 1994 in Singapur) ist eine ehemalige australische Synchronschwimmerin, die an den Olympischen Sommerspielen 2016 in Rio de Janeiro teilnahm.

## Karriere

### Olympische Spiele
Bei den Olympischen Sommerspielen 2016 in Rio de Janeiro gehörte Deborah Tsai zum australischen Aufgebot im Mannschaftswettkampf. Zusammen mit ihren Mannschaftskameradinnen Bianca Hammett, Nikita Pablo, Emily Rogers, Danielle Kettlewell, Rose Stackpole, Amie Thompson, Cristina Sheehan und Hannah Cross absolvierte sie den olympischen Wettkampf am 18. und 19. August 2016 im Parque Aquático Maria Lenk und belegte den 8. Platz von acht teilnehmenden Mannschaften mit einer Gesamtwertung von 149,500 Punkten.